# Einstein-gyűrű

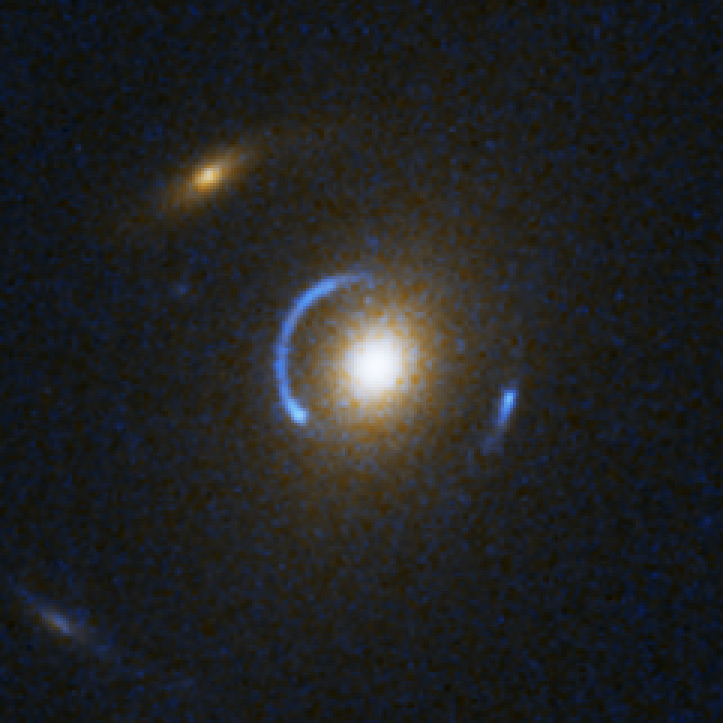
Egy Einstein-gyűrű: az SDSS J120540.43 491029.3 jelű elliptikus galaxis a mögötte lévő objektum képét egy gyűrűre képzi le.

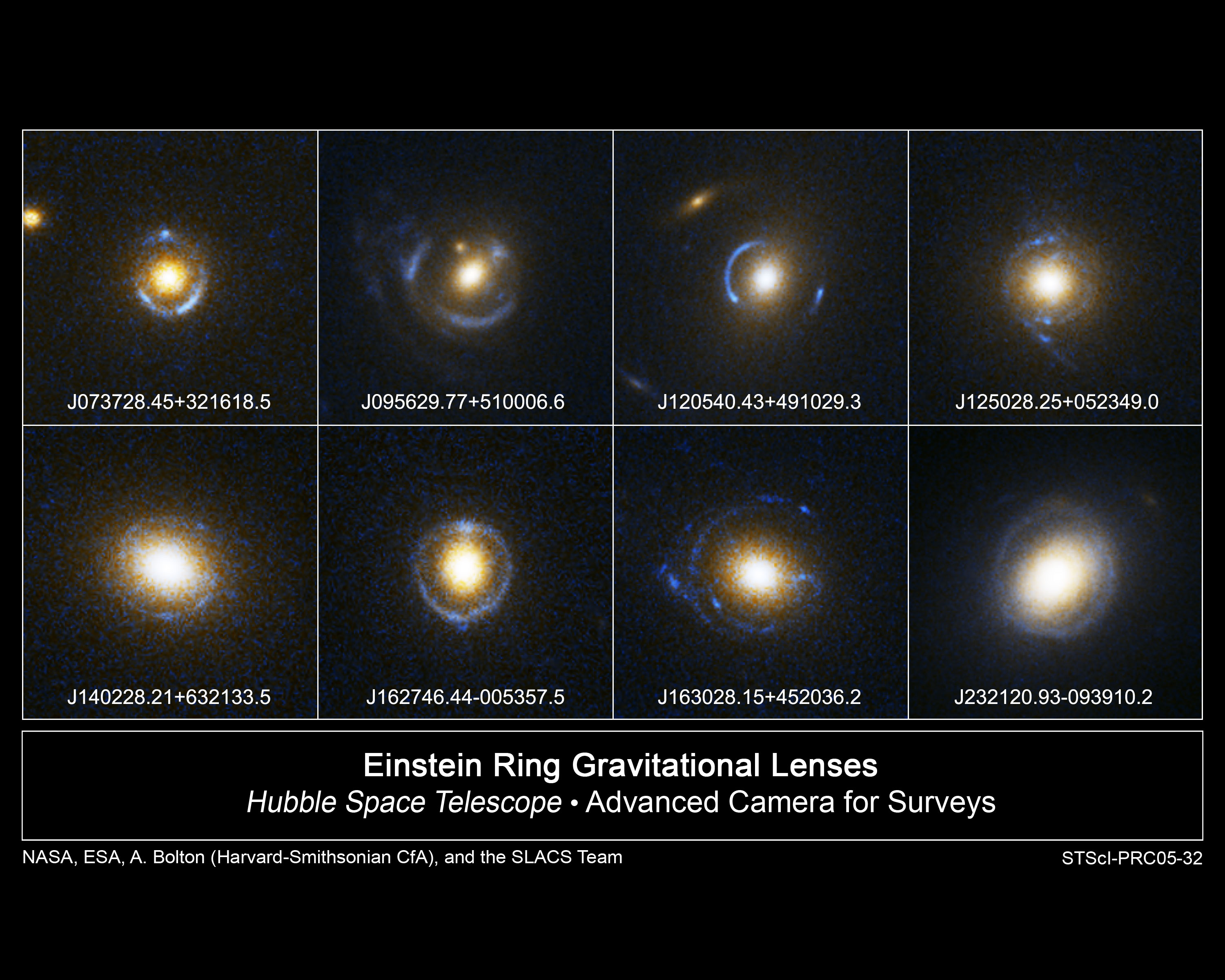
Néhány részleges Einstein-gyűrű

Az Einstein-gyűrű a gravitációs lencsék egy különleges típusa, amelynél két, nagy tömegű égitest (galaxis vagy kvazár) a megfigyelővel pontosan egy vonalba esik, és hozzánk közelebb lévő objektum gravitációs mezeje a távolabbi objektum képét úgy képezi le, hogy az felőlünk gyűrűnek látsszon. A jelenség, hasonlóan a gravitációs mikrolencse-hatáshoz, kihasználható a csillagászati megfigyelések során, mert távolabbi objektumok fénye a fókuszálás miatt felerősödik.